# Guangaeto, o Grande
Guangaeto, o Grande (Gwanggaeto; 374–413, r. 391–413) foi o 19º monarca de Goguryeo. Seu nome póstumo significa "Sepultado em Gukgangsang, Grande Expansor de Domínio, Pacificador, Rei Supremo", por vezes abreviado como Hotaewang. O período de seus anos de reinado é chamado de Yeongnak e ele foi por vezes registrado como Yeongnak Taewang ("Rei Supremo" ou "Imperador" Yeongnak). O título do reinado imperial de Guangaeto significava que Goguryeo estava a par de igualdade como um império com as dinastias imperiais na China.
Sob o reinado de Guangaeto, teve início uma era dourada em Goguryeo, que se tornou um poderoso império e um dos grandes poderes da Ásia Oriental. Guangaeto fez enormes avanços e conquistas nas seguintes regiões: Manchúria ocidental contra tribos quitais; atuais Mongólia Interior e Krai de Primorsky contra numerosas nações e tribos; e no vale do Rio Han na área central da Coreia para tomar controle de mais de dois terços da península.
No que diz respeito à Península Coreana, Guangaeto derrotou Baekje, até então o mais poderoso dos Três Reinos da Coreia em 396, capturando a capital Wiryeseong, atual Seoul. Em 399, Silla, um reino no sudeste da península, pediu auxílio a Goguryeo por causa de incursões das tropas de Baekje e de seus aliados de Wa do arquipélago japonês. Guangaeto enviou 50 mil tropas expedicionárias, derrotando seus inimigos e assegurando a posição de protetorado a Silla; ele então subjugou os outros reinos coreanos e alcançou uma vaga unificação da península sob Goguryeo. Em suas campanhas ocidentais, ele derrotou os Xianbei do Império de Yan Posterior e conquistou a Península de Liaodong, reconquistando o antigo território de Gojoseon.
Os feitos de Guangaeto são registrados na Estela de Guangaeto, erigida em 414 no suposto local de sua tumba na atual Ji'an, província de Jilin, próximo à fronteira da China com a Coreia do Norte. Construído por seu filho e sucessor, Jangsu, o monumento dedicado a Guangaeto é a maior estela inscrita do mundo.

## Nascimento e antecedentes
Na época do nascimento de Guangaeto, Goguryeo não era tão poderoso quando antes. Em 371, três anos antes do nascimento de Guangaeto, o reino rival de Baekje, sob a liderança de Geunchogo, derrotou Goguryeo, matando o monarca Gogukwon e saqueando Pyongyang. Baekje se tornou um dos grandes poderes da Ásia Oriental. A influência de Baekje não se limitava à península coreana, se estendendo através do mar para Liaoxi e Shandong, aproveitando do enfraquecimento de Qin Anterior (um dos Dezesseis Reinos) e de Kyushu no arquipélago japonês. Goguryeo tendia a evitar conflitos com seu vizinho enquanto cultivava relações construtivas com Qin Anterior, com os Xianbei e com os rouranos para se defender de invasões futuras e ganhar tempo para reformular sua estrutura legal e iniciar reformas militares.
O sucessor de Gogukwon, Sosurim, adotou uma política estrangeira de reconciliação e apaziguamento com Baekje e se concentrou em políticas domésticas para espalhar o Budismo através dos sistemas políticos e sociais de Goguryeo.
Além disso, devido às derrotas que Goguryeo havia sofrido nas mãos dos Xianbei e de Baekje, Sosurim instituiu reformas militares destinadas a impedir essas derrotas no futuro. Os arranjos internos de Sosurim lançaram as bases para a expansão de Guangaeto.
O sucessor de Sosurim, Gogukyang, invadiu Yan Posterior, o estado sucessor de Yan Anterior em 385 e Baekje em 386.

## Reinado

### Ascensão ao poder e campanhas contra Baekje
Guangaeto sucedeu seu pai, Gogukyang, após sua morte em 391. Durante sua coroação, Guangaeto batizou a era de seu reinado como Yeongnak (Júbilo Eterno) e o título Taewang (Rei Supremo), que era equivalente a "imperador", afirmando que ele era igual aos regentes imperiais da China.
Em 392, Guangaeto liderou um ataque contra Baekje com 40 mil tropas, capturando dez cidades muradas. Em retaliação, Asin, o monarca de Baekje, liderou um contra-ataque contra Goguryeo em 393, mas foi derrotado. Apesar da guerra que continuava, em 393, Guangaeto erigiu nove templos budistas em Pyongyang. Asin invadiu Goguryeo mais uma vez em 394, mas foi novamente derrotado. Após sofrer várias derrotas contra Goguryeo, a estabilidade política de Baekje começou a se desestabilizar. Em 395, Baekje foi derrotado novamente por Goguryeo e seu território foi deslocado para o sul em sua capital, Wiryeseong. No ano seguinte (396), Guangaeto liderou um ataque a Wiryeseong por terra e mar, usando o Rio Han, e triunfou sobre Baekje. Guangaeto capturou a capital de Baekje e o monarca Asin submeteu-se a ele, rendendo um príncipe e dez ministros do governo.

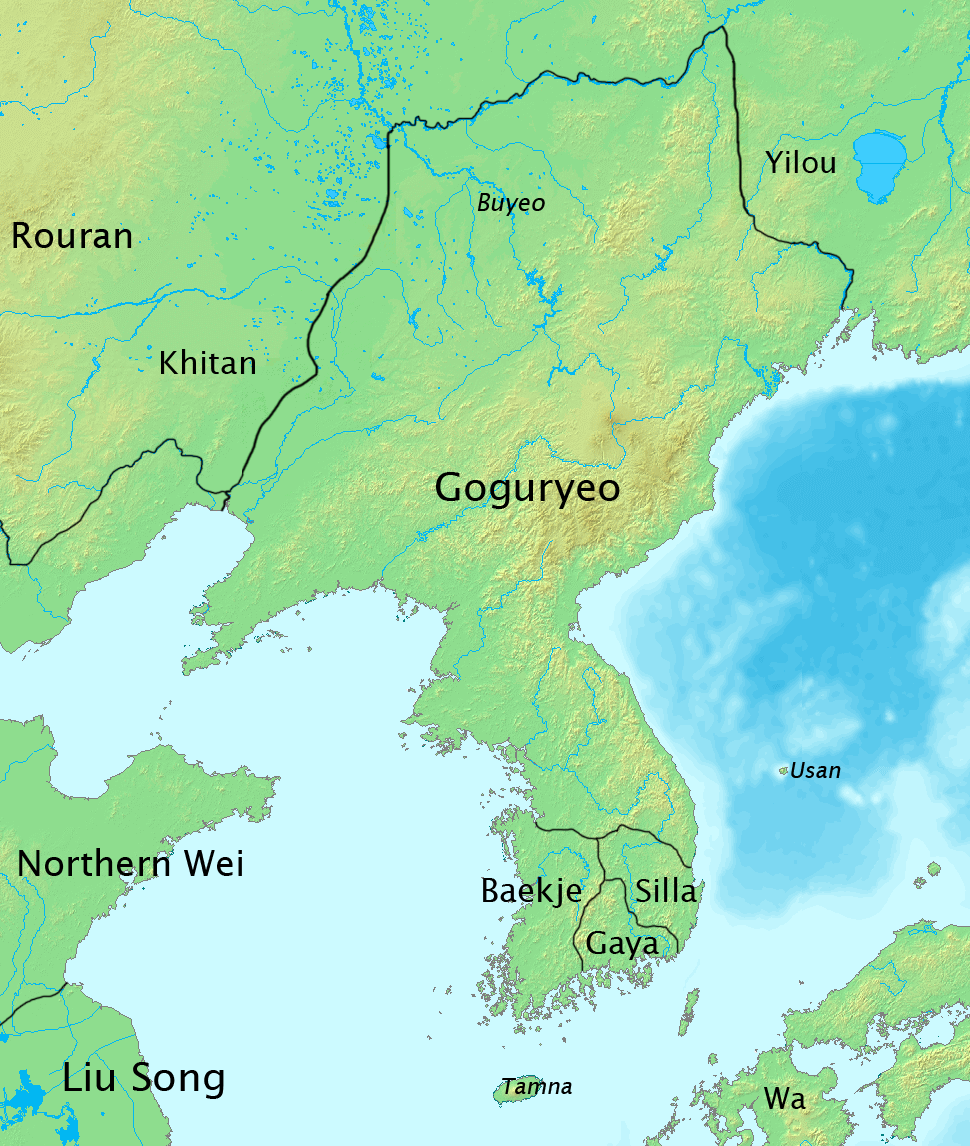
Goguryeo em seu auge sob Guangaeto e Jangsu

### Conquistas setentrionais
Em 395, enquanto uma campanha contra Baekje ocorria ao sul, Guangaeto fez uma incursão para invadir o clã Baili dos quitais a oeste do Rio Liao, destruindo três tribos e 600 a 700 acampamentos. Em 398, Guangaeto conquistou o povo Sushen a nordeste, que eram os ancestrais tungúsicos dos Jurchens e Manchus.
Em 400, enquanto Guangaeto estava ocupado com tropas de Baekje, Gaya e Wa em Silla, o estado de Yan Posterior dos Xianbei, fundado pelo clã Murong na atual Liaoning, atacou Goguryeo. Guangaeto repeliu as tropas Xianbei. Em 402, Guangaeto retaliou e conquistou uma importante fortaleza pperto da capital de Yan Posterior. Em 405 e novamente em 406, tropas de Yan Posterior atacaram fortalezas de Goguryeo em Liaodong, mas foram derrotadas ambas as vezes. Goguryeo controlou Liaodong até o final do século VII.
Em 407, Guangaeto enviou 50 mil tropas formadas por infantaria e cavalaria, completamente aniquilando as tropas inimigas e pilhando cerca de 1 mil armaduras e incontáveis suprimentos de guerra; o oponente pode ser interpretado como Yan Posterior, Baekje ou Wa.
Em 410, Guangaeto atacou Dongbuyeo a nordeste.

### Campanhas meridionais
No ano 400, Silla, um reino coreano do sudeste da península, pediu auxílio de Goguryeo para repelir uma invasão aliada feita por Baekje, Gaya e Wa. Guangaeto enviou 50 mil tropas e aniquilou a coalizão inimiga. Assim, Guangaeto influenciou Silla como suzerano e Gaya entrou em declínio e nunca se recuperou. Em 402, Guangaeto retornou o Príncipe Silseong, que vivia em Goguryeo como um refém político desde 392, de volta ao seu reino de origem e o indicou como rei de Silla.
Em 404, Guangaeto derrotou um ataque de Wa na fronteira meridional da Comenda de Daifang, causando grandes baixas no inimigo.

## Morte e legado

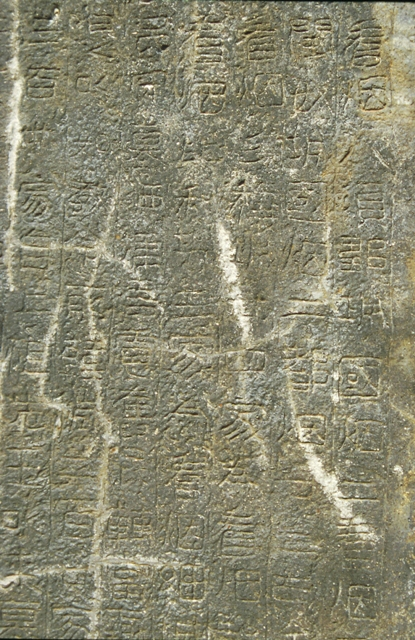
Detalhe da Estela de Guangaeto

Guangaeto morreu por causa de uma doença desconhecida em 413 com 39 anos. Ele foi sucedido por seu filho mais velho, Jangsu, que governou Goguryeo por 79 anos até seus 98 anos de idade, o reinado mais longo da história da Ásia Oriental.
Considera-se que as conquistas de Guangaeto marcaram o ápice da história coreana, formando e consolidando um grande império no leste da Ásia e unindo os Três Reinos da Coreia sob sua influência. Guangaeto conquistou 64 cidades muradas e 1400 vilarejos. Exceto pelo período de 200 anos que se iniciou com Jangsu, que desenvolveria o domínio de seu pai, e a era dourada de Balhae, a Coreia desde então nunca governou um território tão vasto. Há evidências arqueológicas de que a extensão máxima de Goguryeo se localizava ainda mais a oeste, baseado em descobertas de ruínas de fortalezas dos modelos de Goguryeo na Mongólia.
Guangaeto, O Grande, é um dos únicos regentes coreanos cujo nome tem o título "O Grande", o outro sendo o Rei Sejong, criador do alfabeto Hangul para promover a alfabetização de sua população e fez grandes avanços na ciência.
Guangaeto é considerado pelos coreanos como o maior herói da história da Coreia e é frequentemente tomado como símbolo do nacionalismo coreano.
A Estela de Guangaeto, um monumento de 6,39 metros, erigido por Jangsu em 414, foi redescoberto no final do séc. XIX. Havia inscrições com informações sobre o reinado de Guangaeto e suas façanhas, mas nem todos os caracteres e passagens foram preservados. Estudiosos coreanos e japoneses discordam sobre as interpretações envolvendo Wa.
Uma grande estátua de Guangaeto, juntamente com uma réplica de sua estela, foram erguidoas na rua principal da cidade de Guri, na província de Gyeonggi.